# Вильнокс-ла-Гранд
Вильно́кс-ла-Гранд (фр. Villenauxe-la-Grande) — коммуна во Франции, находится в регионе Шампань — Арденны. Департамент — Об. Административный центр кантона Вильнокс-ла-Гранд. Округ коммуны — Ножан-сюр-Сен.
Код INSEE коммуны — 10420.
Коммуна расположена приблизительно в 95 км к востоку от Парижа, в 75 км юго-западнее Шалон-ан-Шампани, в 55 км к северо-западу от Труа.

## Население
Население коммуны на 2008 год составляло 2748 человек.
| 1962 | 1968 | 1975 | 1982 | 1990 | 1999 | 2008 |
| ---- | ---- | ---- | ---- | ---- | ---- | ---- |
| 1925 | 2017 | 1852 | 1818 | 2135 | 2666 | 2748 |

## Администрация
| Период | Период | Фамилия        | Партия | Примечания |
| ------ | ------ | -------------- | ------ | ---------- |
| 2001   | 2008   | Жан-Луи Вебель |        |            |
| 2008   |        | Кристоф Дан    |        |            |

## Экономика
В 2007 году среди 1778 человек в трудоспособном возрасте (15—64 лет) 1047 были экономически активными, 731 — неактивными (показатель активности — 58,9 %, в 1999 году было 56,6 %). Из 1047 активных работали 873 человека (508 мужчин и 365 женщин), безработных было 174 (66 мужчин и 108 женщин). Среди 731 неактивных 89 человек были учениками или студентами, 122 — пенсионерами, 520 были неактивными по другим причинам.

## Достопримечательности
- Церковь святых Петра и Павла (XIII век). Памятник истории с 1840 года[3]
- Церковь Сен-Жак-ле-Мажёр (XIV век). Памятник истории с 1927 года[4]
- Дом 1628 года. Памятник истории с 1996 года[5]

## Фотогалерея

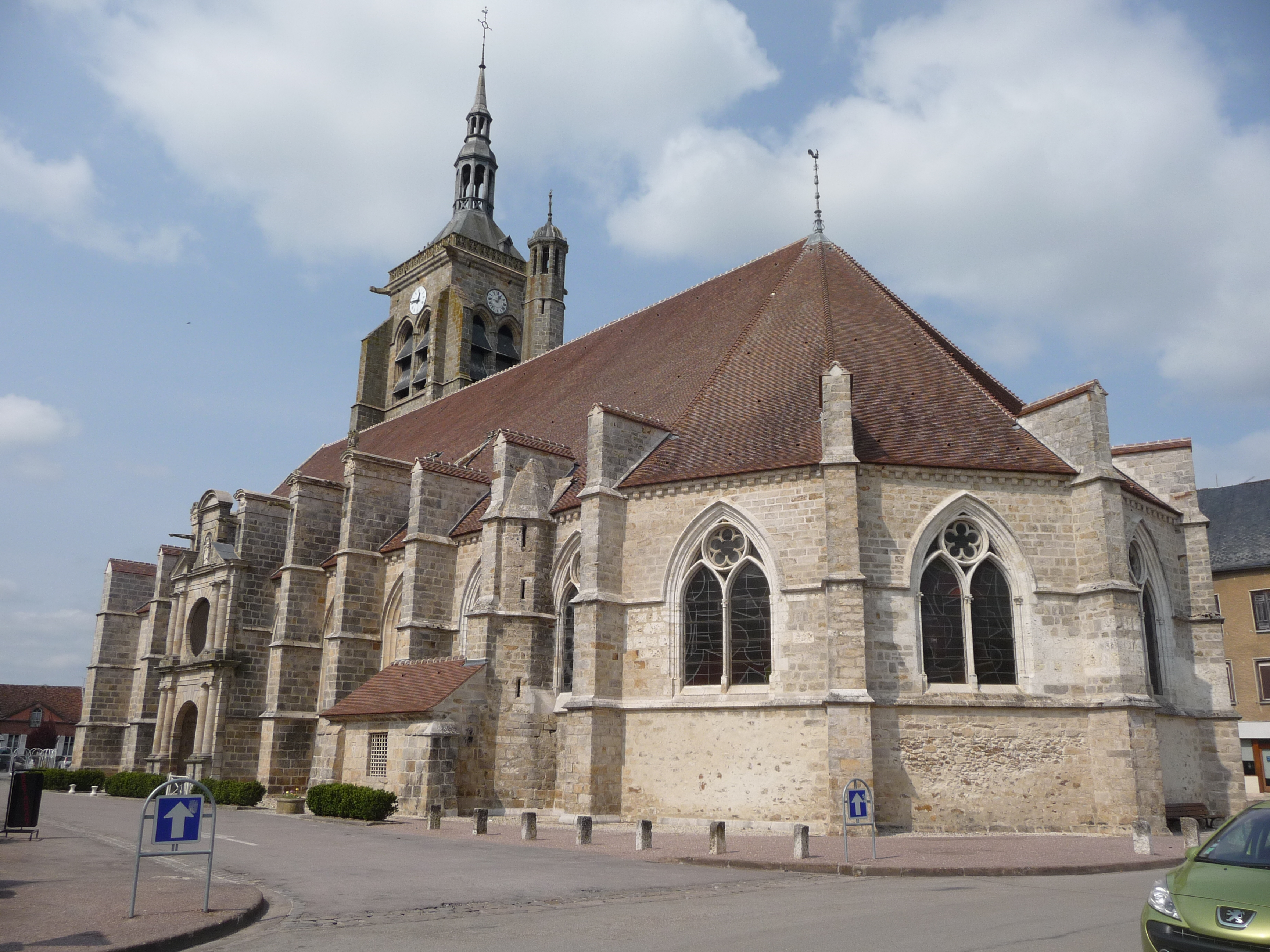
Церковь святых Петра и Павла
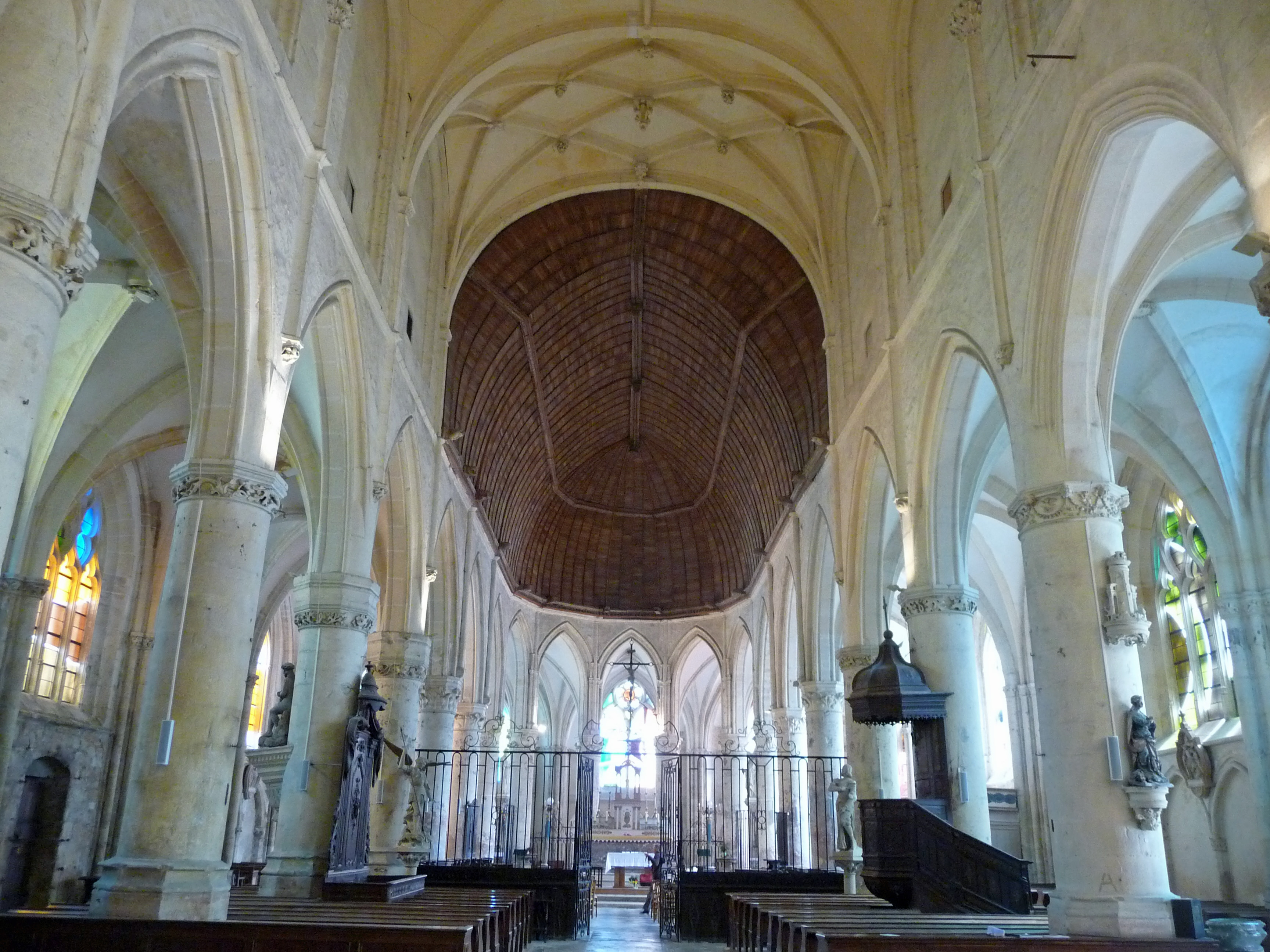
Интерьер церкви святых Петра и Павла
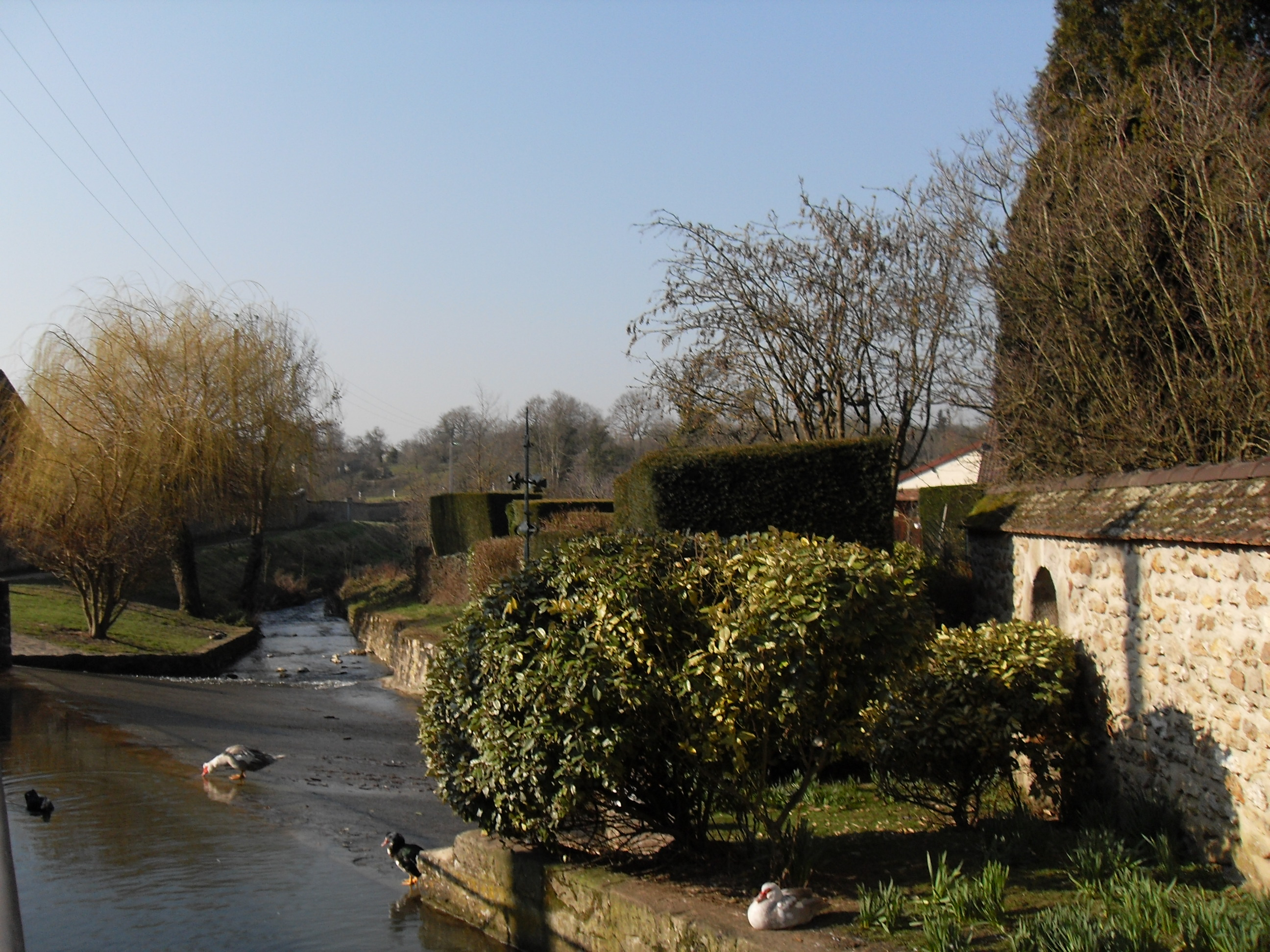
Река Нокс[фр.]
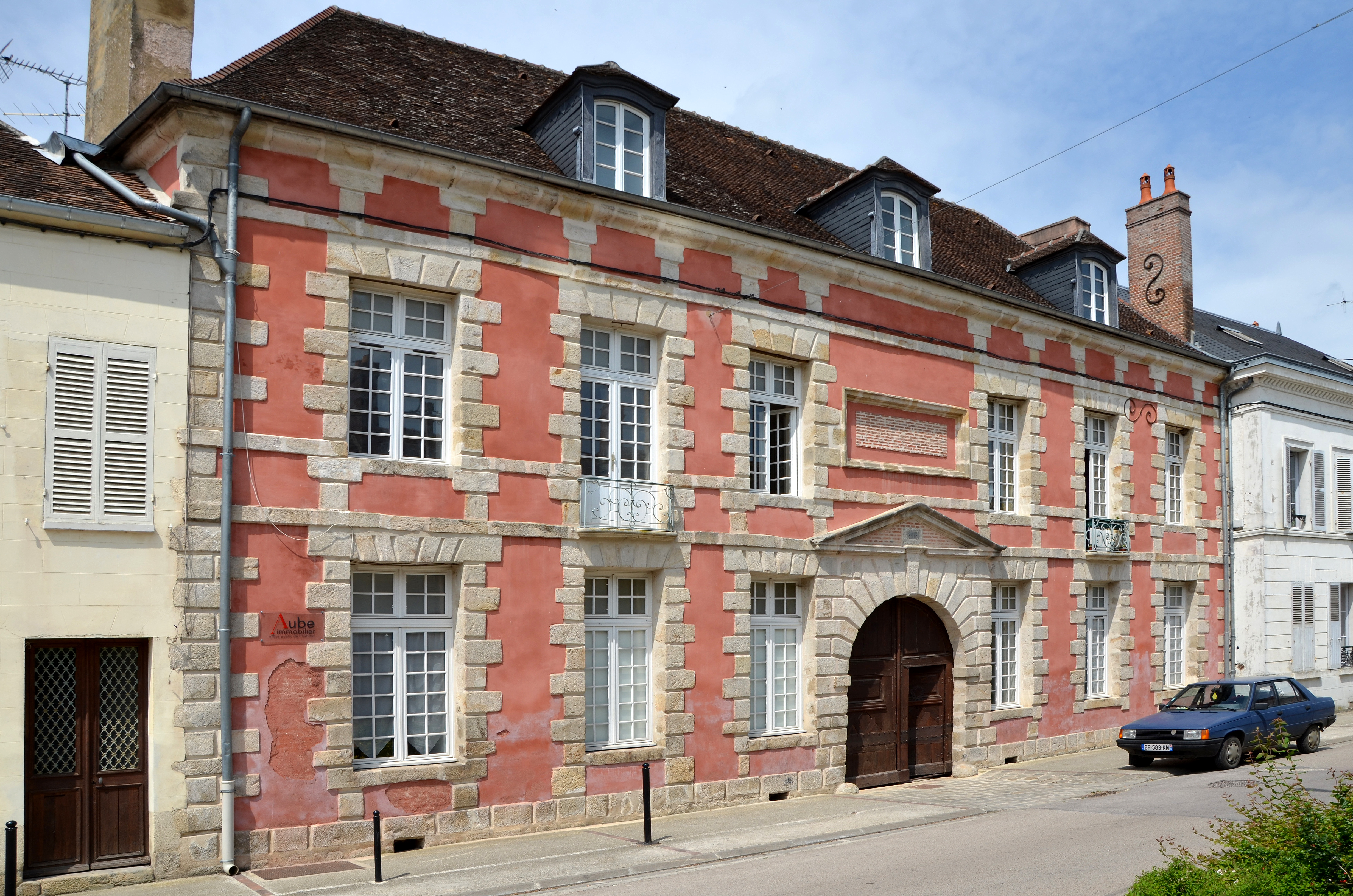
Дом 1628 года